# Palmeira das Missões
Palmeira das Missões es un municipio brasileño del estado de Río Grande del Sur. Está ubicado a una altitud de 639 metros sobre el nivel del mar. Su población estimada para el año 2004 era de 36.049 habitantes.
Ocupa una superficie de 1549,8 km².
- Datos: Q1750240
- Multimedia: Palmeira das Missões / Q1750240

1. ↑  Worldpostalcodes.org,código postal n.º 98300-000.